# Викерсунн
Викерсу́нн (норв. Vikersund) — норвежский город в фюльке Бускеруд, административный центр коммуны Мудум.

## География
Город находится в 40 км на северо-запад от Драммена. Расположен на юго-западном берегу озера Тюрифьорд.

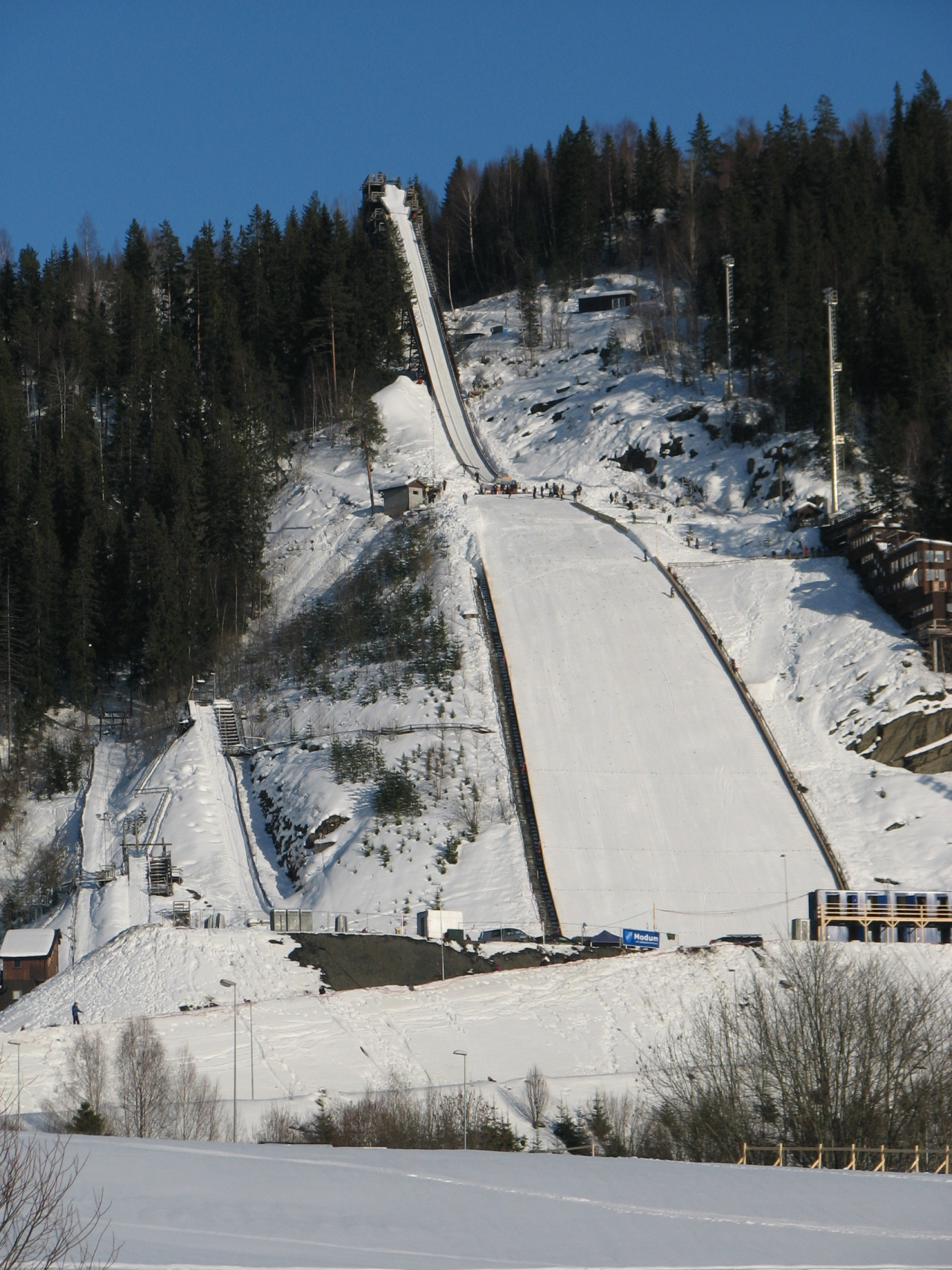
Полётный трамплин Викерсундбаккен

Близ Викерсунна расположен знаменитый гигантский лыжный трамплин Викерсундбаккен. 